# Nosema ceranae
Nosema ceranae – gatunek organizmów zaliczanych do protistów. Są to jednokomórkowe pasożyty układu pokarmowego pszczół. Moga wywołać nosemozę, chorobę zakaźną pszczół. Pasożyt został po raz pierwszy opisany w 1996 r., a w roku 2004 w Hiszpanii został uznany za chorobotwórczy.

## Systematyka i nazewnictwo
Pozycja w klasyfikacji według Index Fungorum: Nosema, Nosematidae, Dissociodihaplophasida, Dihaplophasea, Microsporea, Incertae sedis, Microsporidia, Protozoa.

## Charakterystyka
Występowanie tego patogenu łączone jest z CCD, zjawiskiem obserwowanym głównie w Stanach Zjednoczonych od jesieni 2006 roku. Pszczoły mogą umrzeć już po ośmiu dniach po zarażeniu, wyraźnie szybciej niż po kontakcie z Nosema apis. Choroba jest najgroźniejsza dla robotnic i trutni. Po opuszczeniu kolonii chore pszczoły nie powracają do ula i umierają w znacznej odległości od niego
Najefektywniejszym sposobem leczenia jest stosowanie fumagiliny. Obecnie stosowanie fumagiliny jest zabronione. W leczeniu i zapobieganiu stosuje się przede wszystkim utrzymywanie higieny ula i sprzętu.